# Čedok

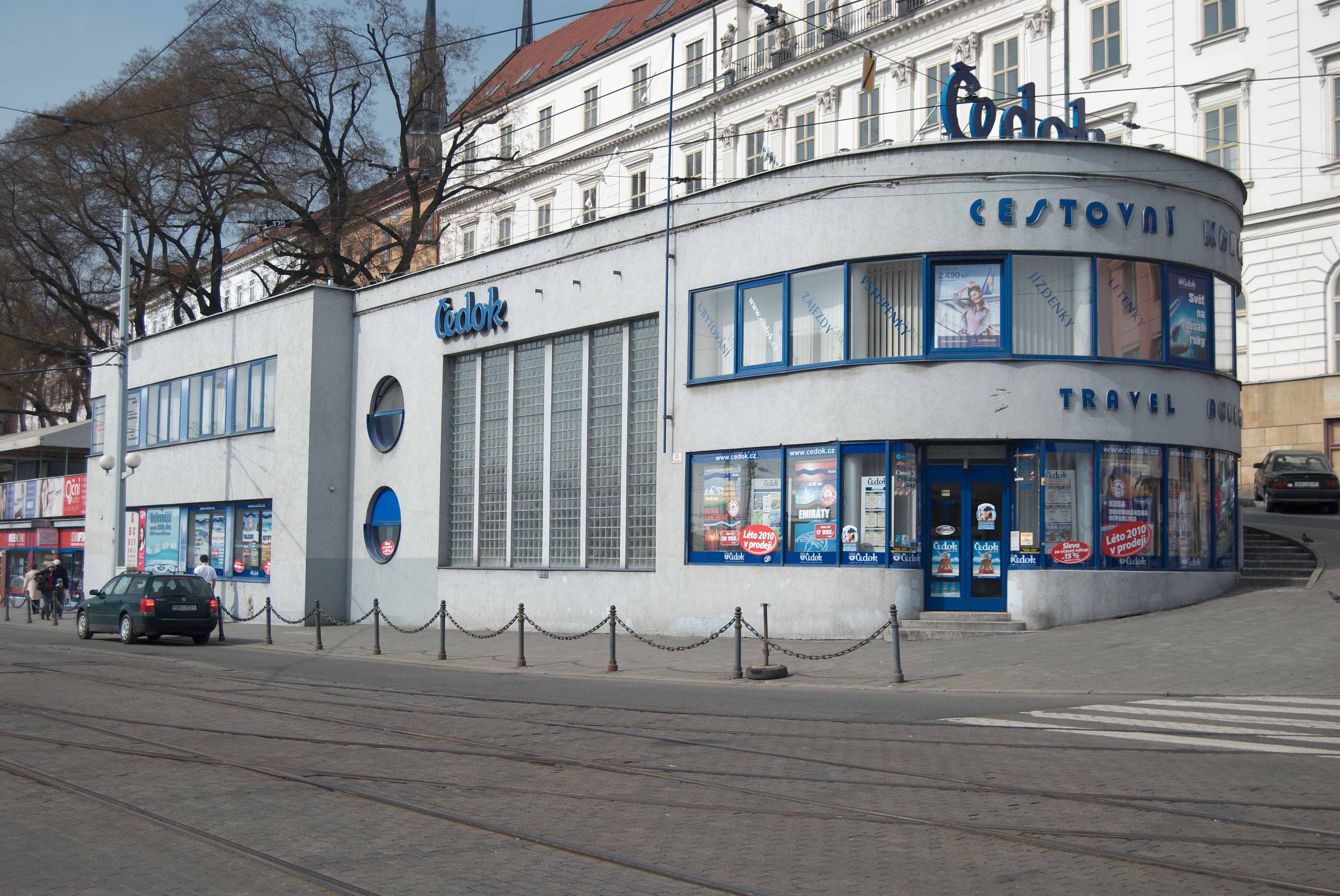
Dnes již bývalá budova Čedoku v Brně (2010)

Čedok a.s. je cestovní kancelář v Česku, založená roku 1920. Podnik vlastní od roku 2016 polská cestovní kancelář Itaka.

## O společnosti

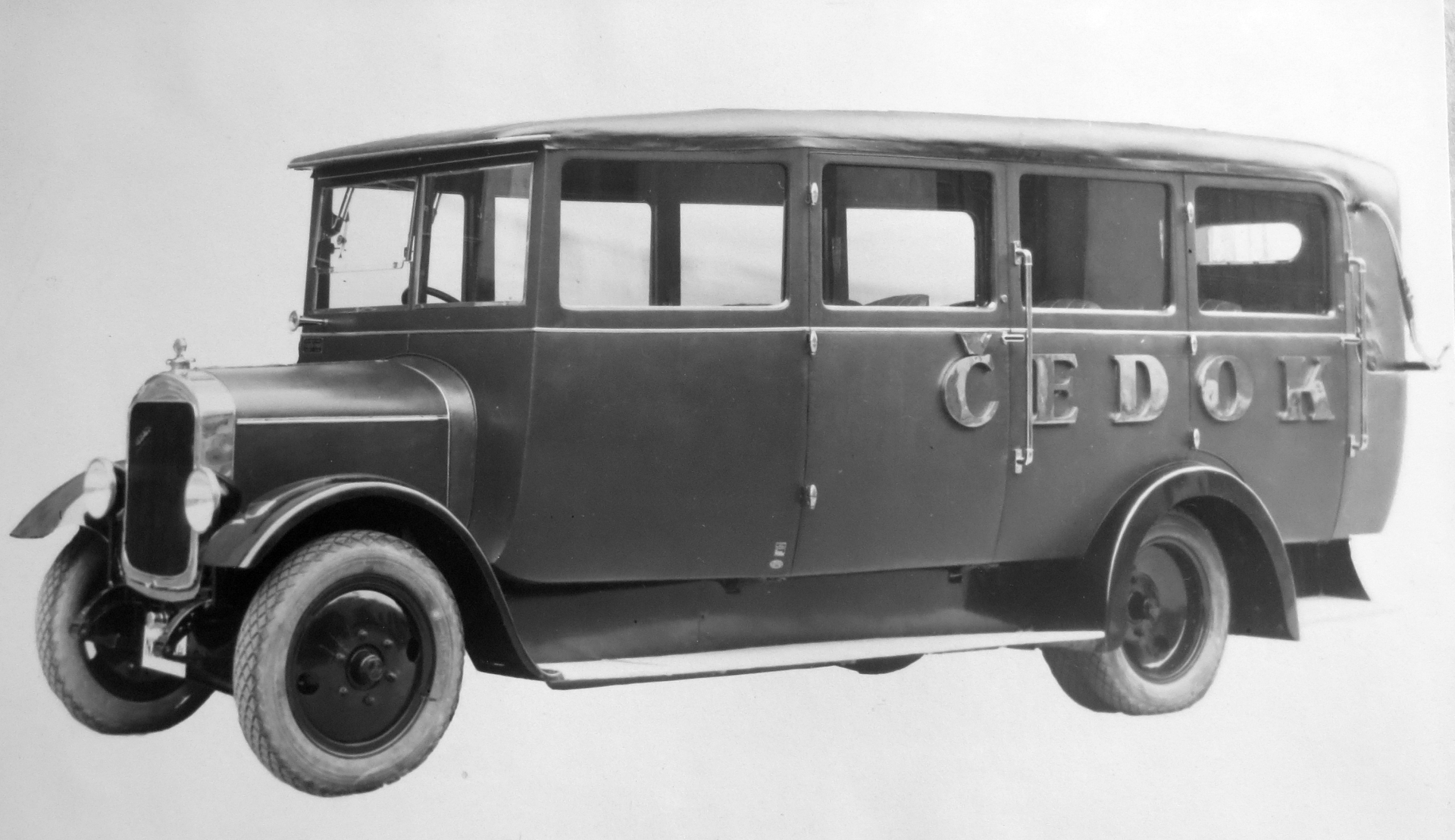
Reklamní autobus který upozorňuje na značku cestovní kanceláře ČEDOK (1930)

Čedok je nejstarší cestovní kanceláří v České republice. Její historie sahá do roku 1920, kdy byla založena Československá cestovní a dopravní kancelář. Zkratka ČEDOK byla poprvé použita v roce 1926 a tento akronym se stal i názvem společnosti. V době socialismu byl Čedok po dlouhé roky dominantním hráčem výjezdového cestovního ruchu v Československu.

## Historie společnosti
- 1920 – Založena Československá cestovní a dopravní kancelář
- 1926 – Poprvé použit název ČEDOK
- 1948 – Znárodnění společnosti
- 1957 – Zakládání prvních zahraničních pracovišť Čedoku. Vedle Berlína, Budapešti, Moskvy, Sofie a Varšavy vznikaly i v Amsterodamu, Bruselu, Curychu, Frankfurtu n. M., Kodani, Londýně, Paříži, Římě, Stockholmu. Později bylo založeno  zahraniční zastoupení v New Yorku (1967) a po roce 1971 v Bukurešti a Bělehradě a dále v Tokiu[6]
- 1983 – Založení majetkových účastí ČEDOKu v Londýně, Frankfurtu n. M. a ve Vídni. Později také v Curychu[7]
- 1987 – V letech 1987 - 1989 byl zorganizován Čedok Open, první profesionální turnaj tenistů v tehdejším Československu, sponzorovaný Čedokem.  Předsedou organizačního výboru byl Jan Kodeš.
- 1990 – ČEDOK, trust podniků cestovního ruchu, jak zněl jeho oficiální název, zahrnující cestovní kanceláře, zahraniční zastoupení, majetkové účasti,11 podniků Interhotelů a odštěpný závod Reklama Čedok se rozpadá
- 1993 – Rozdělení společnosti na Čedok v České republice a Satur na Slovensku
- 1995 – Nový majoritní akcionář – Unimex Group
- 1997 – Založení Prague Sightseeing Tours

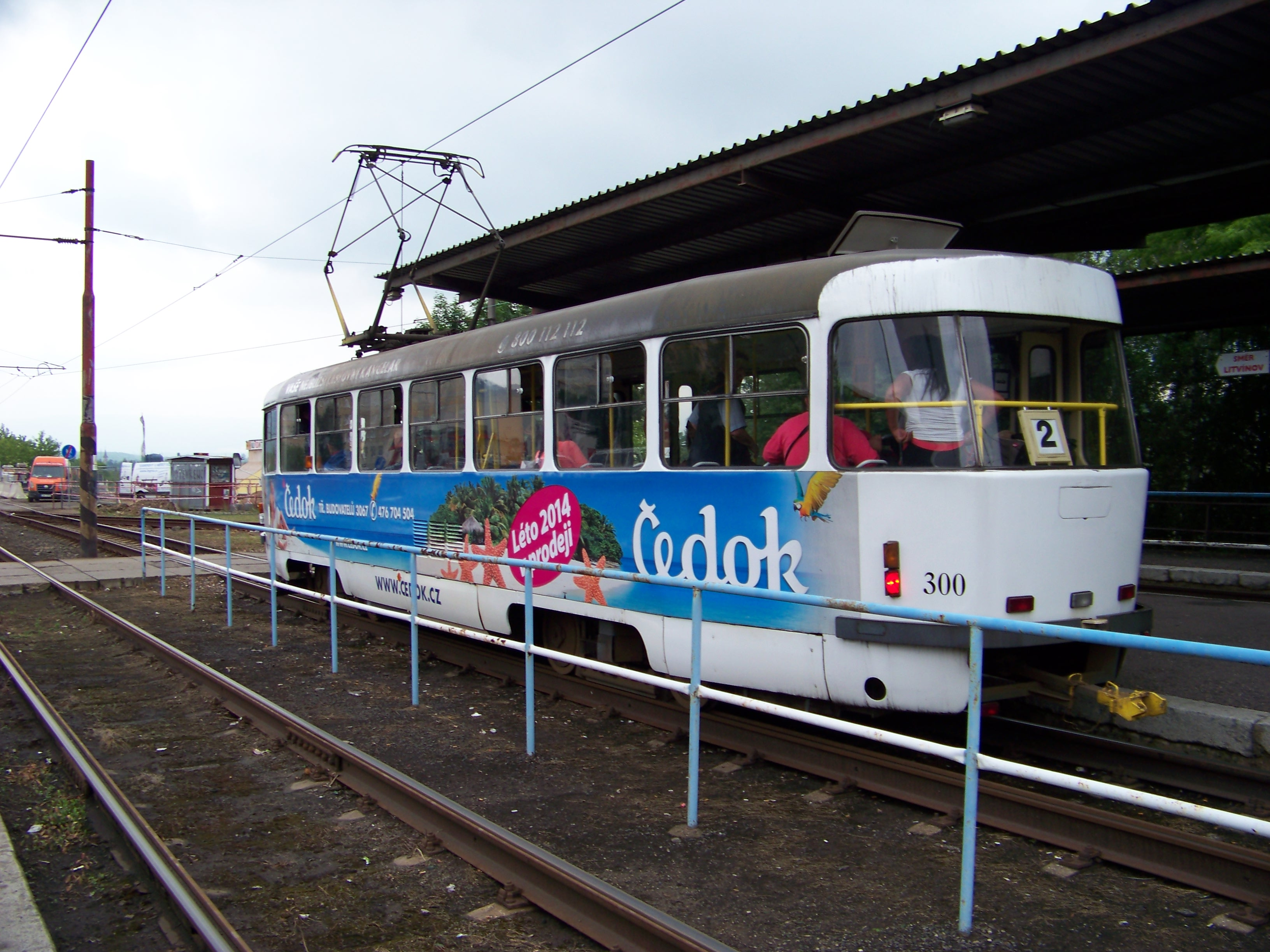
Tramvaj s reklamním nápisem firmy (2014)

- Tramvaj s reklamním nápisem firmy (2014)2003 – Za 10 milionů korun zakoupen 50% podíl v cestovní kanceláři ESO travel[8]
- 2004 – Čedok se vrací na Slovensko – založení společnosti Čedok Slovakia
- 2004 – Certifikát systému managementu jakosti podle normy ČSN EN ISO 9001:2001
- 2007 – Nový majoritní akcionář – ODIEN[9][10][11]
- 2008 – Založena pobočka se 100% majetkovou účastí Čedoku v Istanbulu v Turecku pod názvem Ahoy Tourizm
- 2011 – Čedok s Fotbalovou asociací České republiky založil společnost Fotbal Travel a.s., která zajišťuje dopravu českých fanoušků na zahraniční utkání národního fotbalového týmu[12]
- 2016 – Čedok převzala polská cestovní kancelář Itaka[4]

Shrnutí historie cestovní kanceláře od založení po současnost.